# AS Livorno Calcio
Associazione Sportiva Livorno Calcio is een Italiaanse voetbalclub, opgericht in 1915. De club speelt zijn thuiswedstrijden in het Stadio Armando Picchi. De fanatieke aanhang van de club staat bekend om zijn extreemlinkse sympathieën. Bandieri's met Che Guevara en de vlag van de voormalige Sovjet-Unie zijn geen ongewone verschijningen in het Stadio Armando Picchi.

## Geschiedenis

### Glorieperiode
De club werd opgericht in 1915 als US Livorno door de fusie van Virtus Juventusque en SPES Livorno. Beide clubs speelden in de Prima Categoria, de toenmalige hoogste klasse die nog onderverdeeld was in regionale kampioenschappen. In het eerste naoorlogste seizoen werd de club tweede achter Pisa Sporting Club en stootte zo door naar de tweede ronde waar de club alle vier de wedstrijden won tegen Audace-Esperia Roma en Internazionale Napoli. In de finale won de club met 3-2 van Fortitudo Roma en was zo kampioen van Zuid-Italië. De club nam het nu op tegen de kampioen van Noord-Italië, Inter Milaan. Livorno verloor met 3-2, maar dit was wel de beste prestatie tot nu toe van een club die niet uit het noorden kwam, tot dusver werden alle kampioen van het zuiden in de pan gehakt door de Noord-Italiaanse kampioen.
In 1920/21 werd de club tweede in de groepsfase achter Pisa SC, maar stootte wel door naar de halve finale in een groep met Lazio en Naples. Livorno won alle vier de wedstrijden en kwam zo in de Zuid-Italiaanse finale opnieuw tegenover Pisa te staan en verloor met 1-0. De volgende seizoenen speelde de club in de subtop. In Serie A 1929/30/1929 was de medeoprichter van de moderne Serie A. Tot eind jaren dertig werd de club een liftploeg die telkens twee seizoenen in de Serie A speelde en dan twee seizoenen in de Serie B. In 1940 doorbrak de club dat patroon door al na één seizoen terug te keren naar de Serie A en daar het behoud te verzekeren. Na twee povere seizoenen werd de club in 1942/43 vicekampioen achter Torino, de beste klassering van de club in de geschiedenis van de Serie A. Hierna belandde de club weer in de middenmoot en in 1948/49 werd de club laatste en degradeerde. Deze keer zou het 55 jaar duren vooraleer ze opnieuw de weg naar de top zouden vinden.

### Donkere jaren
Na drie seizoenen degradeerde club naar de Serie C. In 1955 promoveerde de club opnieuw, maar werd voorlaatste. In 1964 promoveerde de club weer en kon deze keer voor een langere periode in de Serie B blijven. Livorno eindigde wisselend in de subtop en de middenmoot tot de club degradeerde in 1972. Hierna bleef de club in lagere klassen spelen tot 1991 toen de club geen licentie kreeg en naar de Eccellenza verwezen werd, de zesde klasse. De club begon aan een opmars en promoveerde enkele keren op een paar jaar tijd. In 1997 promoveerde de club naar de Serie C1 en werd overgenomen door Aldo Spinelli in 1999. Door zijn financiële input promoveerde de club in 2001 naar de Serie B. Na een derde plaats in 2004 promoveerde de club opnieuw naar de hoogste divisie van het Italiaanse voetbal.

### Recente geschiedenis
In het seizoen 2004/05 werd de club samen met AS Roma gedeeld achtste. Het volgende seizoen werd de zesde plaats bereikt en hierdoor plaatste de club zich voor het eerst voor Europees voetbal. Livorno werd derde in zijn groep en plaatste zich voor de volgende ronde, waar het werd uitgeschakeld door Espanyol Barcelona. Na een elfde plaats in 2006/07 degradeerde de club onverwachts het volgende seizoen en kwam zo terecht in de Serie B. In het seizoen 2008-2009 eindigde de club er op de derde plaats en mocht zo deelnemen aan de play-offs, waarin ze US Grosseto en Brescia versloegen. Hierdoor promoveert de club terug naar de Serie A. Livorno eindigde het seizoen 2013/14 als twintigste en laatste, waardoor het in seizoen 2014/15 weer in de Serie B uitkwam. Na twee seizoenen in de Serie B zakte de club naar de Lega Pro. In 2018 promoveerde de club weer naar de Serie B. In 2020 degradeerde de club weer naar de Serie C. Een jaar later naar de Serie D en staat de club aan de rand van een faillissement.

## Eindklasseringen (grafisch)
- 1998 3e
Serie C1
- 1999 12e
Serie C1
- 2000 7e
Serie C1
- 2001 3e
Serie C1
- 2002 1e
Serie C1
- 2003 10e
Serie B
- 2004 3e
Serie B
- 2005 9e
Serie A
- 2006 6e
Serie A
- 2007 11e
Serie A
- 2008 20e
Serie A
- 2009 3e
Serie B
- 2010 20e
Serie A
- 2011 7e
Serie B
- 2012 17e
Serie B
- 2013 3e
Serie B
- 2014 20e
Serie A
- 2015 9e
Serie B
- 2016 20e
Serie B
- 2017 3e
Lega Pro
- 2018 1e
Serie C
- 2019 14e
Serie B
- 2020 20e
Serie B
- 2021 20e
Serie C
- 2022 1e
Eccellenza
- 2023 5e
Serie D
- 2024 4e
Serie D
- 2025 1e
Serie D

- Serie A
- Serie B
- Serie C
- Prima Divisione
- Serie D
- Eccellenza

## Eindklasseringen
| Seizoen | Competitie                        | Niveau | Eindstand | Coppa Italia | Opmerking                                                                         |
| ------- | --------------------------------- | ------ | --------- | ------------ | --------------------------------------------------------------------------------- |
| 2000/01 | Serie C1 Girone A                 | III    | 3         | --           |                                                                                   |
| 2001/02 | Serie C1 Girone A                 | III    | 1         | 4e groep 3   |                                                                                   |
| 2002/03 | Serie B                           | II     | 10        | 2e groep 3   | Ligatopscorer Igor Protto: 23                                                     |
| 2003/04 | Serie B                           | II     | 3         | 4e groep 2   |                                                                                   |
| 2004/05 | Serie A                           | I      | 9         | 2e ronde     |                                                                                   |
| 2005/06 | Serie A                           | I      | 6         | 3e ronde     |                                                                                   |
| 2006/07 | Serie A                           | I      | 11        | 8e finale    |                                                                                   |
| 2007/08 | Serie A                           | I      | 20        | 3e ronde     |                                                                                   |
| 2008/09 | Serie B                           | II     | 3         | 4e ronde     | winnaar promotieserie > Brescia Calcio (5-2); Ligatopscorer Francesco Tavano: 24  |
| 2009/10 | Serie A                           | I      | 20        | 8e finale    |                                                                                   |
| 2010/11 | Serie B                           | II     | 7         | 4e ronde     |                                                                                   |
| 2011/12 | Serie B                           | II     | 17        | 3e ronde     |                                                                                   |
| 2012/13 | Serie B                           | II     | 3         | 4e ronde     | winnaar promotieserie > Empoli FC (2-1)                                           |
| 2013/14 | Serie A                           | I      | 20        | 3e ronde     |                                                                                   |
| 2014/15 | Serie B                           | II     | 9         | 2e ronde     |                                                                                   |
| 2015/16 | Serie B                           | II     | 20        | 3e ronde     |                                                                                   |
| 2016/17 | Lega Pro Prima Divisione Girone A | III    | 3         | 1e ronde     | kwartfinale promotieserie                                                         |
| 2017/18 | Serie C Girone A                  | III    | 1         | 2e ronde     |                                                                                   |
| 2018/19 | Serie B                           | II     | 14        | 3e ronde     |                                                                                   |
| 2019/20 | Serie B                           | II     | 20        | 2e ronde     |                                                                                   |
| 2020/21 | Serie C Girone A                  | III    | 20        | 1e ronde     | Livorno vraagt geen enkele licentie aan. Mag boventallig meedoen in Eccellenza.   |
| 2021/22 | Eccellenza Toscana                | V      | 1         | --           | finale promotieserie > ASD Figline. Promoveert alsnog na uitsluiting van Figline. |
| 2022/23 | Serie D Girone E                  | IV     | 5         | --           | halve finale promotieserie                                                        |
| 2023/24 | Serie D Girone E                  | IV     | 4         | --           |                                                                                   |
| 2024/25 | Serie D Girone E                  | IV     | 1         | --           | Promotie naar serie C                                                             |
| 2025/26 | Serie C Girone B                  | III    | .         | --           |                                                                                   |

## Livorno in Europa
#R = #ronde, Groep = groepsfase, T/U = Thuis/Uit, W = Wedstrijd, PUC = punten UEFA coëfficiënten .
Uitslagen vanuit gezichtspunt AS Livorno Calcio
| Seizoen                                                    | Competitie | Ronde        | Land                | Club                  | Totaalscore | 1e W    | 2e W    | PUC |
| ---------------------------------------------------------- | ---------- | ------------ | ------------------- | --------------------- | ----------- | ------- | ------- | --- |
| 2006/07                                                    | UEFA Cup   | 1R           | Vlag van Oostenrijk | FC Superfund Pasching | 3-0         | 2-0 (T) | 1-0 (U) | 8.0 |
|                                                            |            | Groep A      | Vlag van Schotland  | Rangers FC            | 2-3         | 2-3 (T) |         | 8.0 |
|                                                            |            | Groep A      | Vlag van Servië     | Partizan Belgrado     | 1-1         | 1-1 (U) |         | 8.0 |
|                                                            |            | Groep A      | Vlag van Israël     | Maccabi Haifa         | 1-1         | 1-1 (T) |         | 8.0 |
|                                                            |            | Groep A (3e) | Vlag van Frankrijk  | AJ Auxerre            | 1-0         | 1-0 (U) |         | 8.0 |
|                                                            |            | 3R           | Vlag van Spanje     | RCD Espanyol          | 1-4         | 1-2 (T) | 0-2 (U) | 8.0 |
| Totaal aantal behaalde punten voor UEFA coëfficiënten: 8.0 |            |              |                     |                       |             |         |         |     |

## Bekende (oud-)spelers
- Giorgio Chiellini
- Francesco Coco
- Tomas Danilevičius
- Vikash Dhorasoo
- Maurizio Domizzi
- Fabio Galante
- Dario Knežević
- Alessandro Lucarelli
- Cristiano Lucarelli
- Igor Protti
- Diego Tristán
- Francesco Valiani
- Jorge Vargas

### Internationals
De navolgende voetballers kwamen als speler van AS Livorno Calcio uit voor een vertegenwoordigend Europees A-elftal. Tot op heden is Tomas Danilevičius degene met de meeste interlands achter zijn naam. Hij kwam als speler van AS Livorno Calcio in totaal 36 keer uit voor het Litouwse nationale elftal.
| Naam                | Van        | Tot        | Totaal | Nationaal elftal |
| ------------------- | ---------- | ---------- | ------ | ---------------- |
| Tomas Danilevičius  | 30.04.2003 | 03.06.2011 | 36     | Litouwen         |
| Mario Magnozzi      | 25.05.1924 | 22.06.1930 | 26     | Italië           |
| Dario Knežević      | 16.06.2008 | 14.11.2009 | 9      | Kroatië          |
| Erjon Bogdani       | 22.08.2007 | 27.05.2008 | 7      | Albanië          |
| Marco Amelia        | 16.11.2005 | 06.02.2008 | 6      | Italië           |
| Cristiano Lucarelli | 08.06.2005 | 02.06.2007 | 4      | Italië           |
| Andrey Galabinov    | 09.09.2014 | 16.11.2014 | 4      | Bulgarije        |
| Antonio Candreva    | 14.11.2009 | 18.11.2009 | 2      | Italië           |
| Giovanni Vincenzi   | 20.01.1924 | 20.01.1924 | 1      | Italië           |